# Град Пирот
Град Пирот је административна јединица у Пиротском округу у југоисточној Србији. Према прелиминарним подацима са последњег пописа 2022. године на територији града је живело 49.894 становника (према попису из 2011. било је 57.928 становника). По подацима из 2004. град заузима површину од 1.232 km². Седиште града као и округа је градско насеље Пирот. Општина Пирот је 29. фебруара 2016. добила статус града.

## Положај
Град Пирот, по географском положају, (како је утврдио Јован Цвијић за пиротски крај), има главне особине централних области Балканског полуострва, јер се налази се на источно—југоисточној страни Моравске удолине меридијанског правца, у долини Нишаве, која као интегрална компонента значајне Моравско—нишавске—маричке удолине рашчлањује источну и југоисточну Србију.

## Географија
Град Пирот се у геоморфолошком погледу састоји из Пиротске котлине (13%) и планинског простора с долинама, терасама, странама и планинским долинама (87%).
На простору града уочавају три рејона: планински најзаступљенији са 40%, и брдски и равничарски са по 30% укупне површине.
Пиротско поље чини плодна долина реке Нишаве, која се пружа са западне стране од села Блата и планине Белаве, а са југоистока све до села Сукова.
Пирот, као велики регионални центар, смештен је у ниској равници пиротског поља, у чијој близини се претежно налазе економски и бројчано најразвијенија насеља града Пирота. Јужно и југозападно од Пирота је Барје (Барије), део пиротског поља, крај који је у прошлости био влажан и мочваран. Са севера и истока Котлину затварају огранци Видлича и висораван Тепош, а с југа и запада висоравни у подножју Стола и између Стола и Белаве. Остали простор општине испуњен је масивима, висоравнима и
долинама балканске планинске области.

### Демографија
| Етнички састав према попису из 2011.‍ | Етнички састав према попису из 2011.‍ | Етнички састав према попису из 2011.‍ | Етнички састав према попису из 2011.‍ | Етнички састав према попису из 2011.‍ |
| ------------------------------------ | ------------------------------------ | ------------------------------------ | ------------------------------------ | ------------------------------------ |
|                                      |                                      |                                      |                                      |                                      |
| Срби                                 | Срби                                 |                                      | 53.232                               | 91,89%                               |
| Роми                                 | Роми                                 |                                      | 2.576                                | 4,45%                                |
| Бугари                               | Бугари                               |                                      | 549                                  | 0,95%                                |
| остали                               | остали                               |                                      | 1.571                                | 2,61%                                |

## Галерија
- Град Пирот поглед
- Тврђава Кале, град Пирот
- Град Пирот
- Пирот, поглед са брда Сарлах
- Пиротска тврђава - Момчилов град, Пирот
- Момчилов град 2015. године
- Споменик Светог пророка Илије у Пироту, 2016.
- Тврђава у Пироту, Србија 2015. (Момчилов Град)
- Споменик Светог Георгија у Пироту, 2016.
- Црква Св. Игњатија Богоносца, Велики Суводол, код Пирота.
- Хотел Пирот
- Еко-комплекс „Нишавска Долина”